# Brevipalpus pachucensis
Brevipalpus pachucensis är en spindeldjursart som beskrevs av Baker och James P. Tuttle 1987. Brevipalpus pachucensis ingår i släktet Brevipalpus och familjen Tenuipalpidae. Inga underarter finns listade.